# Arrondissement administratif de Tournai-Mouscron
L'arrondissement administratif de Tournai-Mouscron est l'un des sept arrondissements administratifs de la province de Hainaut en Région wallonne (Belgique).
Cet arrondissement administratif fait partie de l'arrondissement judiciaire du Hainaut. Sa superficie est de 714,53 km2 et sa population au 1er janvier 2025 s’élevait à 226 584 habitants, soit une densité de population de 317,1 habitants/km2.

## Histoire
L'arrondissement est issu de la fusion au 1er janvier 2019 des arrondissements administratifs de Tournai et de Mouscron par décret du 25 janvier 2018 modifiant des articles relatifs au code de la démocratie locale et de la décentralisation de la Région wallonne,.

## Communes et leurs sections

### Communes
- Antoing
- Brunehaut
- Celles
- Comines-Warneton (Komen-Waasten)
- Estaimpuis
- Leuze-en-Hainaut
- Mont-de-l'Enclus
- Mouscron (Moeskroen)
- Pecq
- Péruwelz
- Rumes
- Tournai

### Sections
- Amougies
- Anserœul
- Antoing
- Bailleul
- Barry
- Bas-Warneton (Neerwaasten)
- Baugnies
- Beclers
- Blandain
- Bléharies
- Blicquy
- Bon-Secours
- Braffe
- Brasménil
- Brunehaut
- Bruyelle
- Bury
- Callenelle
- Calonne
- Celles
- Chapelle-à-Oie
- Chapelle-à-Wattines
- Chercq
- Comines (Komen)
- Dottignies (Dottenijs)
- Ere
- Escanaffles
- Esplechin
- Esquelmes
- Estaimbourg
- Estaimpuis
- Évregnies
- Fontenoy
- Froidmont
- Froyennes
- Gallaix
- Gaurain-Ramecroix
- Grandmetz
- Guignies
- Havinnes
- Hérinnes
- Herseaux (Herzeeuw)
- Hertain
- Hollain
- Houthem (Houtem)
- Howardries
- Jollain-Merlin
- Kain
- La Glanerie
- Lamain
- Laplaigne
- Leers-Nord
- Leuze
- Lesdain
- Luingne
- Marquain
- Maubray
- Maulde
- Melles
- Molenbaix
- Mont-Saint-Aubert
- Mourcourt
- Mouscron (Moeskroen)
- Néchin
- Obigies
- Orcq
- Orroir
- Pecq
- Péronnes-lez-Antoing
- Péruwelz
- Pipaix
- Ploegsteert
- Popuelles
- Pottes
- Quartes
- Ramegnies-Chin
- Rongy
- Roucourt
- Rumes
- Rumillies
- Russeignies
- Saint-Léger
- Saint-Maur
- Taintignies
- Templeuve
- Thieulain
- Thimougies
- Tournai
- Tourpes
- Vaulx
- Velaines
- Vezon
- Warchin
- Warcoing
- Warneton (Waasten)
- Wasmes-Audemez-Briffœil
- Wez-Velvain
- Wiers
- Willaupuis
- Willemeau

## Démographie

### Évolution démographique depuis sa création
- Source: Statbel[1]

### Évolution démographique historique de cet arrondissement
Tous les chiffres concernent les communes de l'arrondissement actuel érigé au 1 janvier 2019.
- Source : INS - Remarque : 1831 - 1970 = recensements ; à partir de 1980 = population au 1er janvier[1]